# Ronan Leaustic
Ronan Leaustic (Brest, 1º giugno 1968) è un ex arbitro di calcio francese di Tahiti, che ha arbitrato la vittoria per 31-0 della nazionale australiana contro quella samoana americana, record internazionale per quanto riguarda le nazionali maggiori.

## Carriera
L'11 aprile 2001 ha arbitrato la famosa partita Australia-Samoa Americane 31-0, durante la quale perse il conto delle reti (non sapeva se i gol erano 31 o 32) a causa di un dubbio tra il 13° e il 14° gol.
In occasione della coppa d'Oceania del 2000 ha arbitrato 2 incontri, tra cui la finale per il terzo posto fra Isole Salomone e Vanuatu.